# Die Freien Brauer
A iniciativa Die Freien Brauer (em português:  Os cervejeiros livres) é uma associação de 40 cervejarias de médio porte da Alemanha, Áustria, Luxemburgo e Países Baixos, que estabelecem como objetivo manter a diversidade de cervejas e a cultura da cerveja.

## Objetivos
Die Freien Brauer percebem que a diversidade de cervejarias na Alemanha, Áustria e Países Baixos estão ameaçadas por graves alterações na indústria cervejeira. Grandes grupos cervejeiros nacionais e internacionais são responsáveis pela produção atual de dois terços da cerveja produzida na Alemanha. O mercado de cerveja austríaco, com a produção de 8,9 milhões de hectolitros em 2009, é dominado por um grupo internacional com uma quota de cerca de 48 por cento do mercado. As cervejarias desta cooperação oferecem mais de 350 tipos diferentes de cerveja. Um dos objetivos mais importantes dos cervejeiros livres é que os consumidores saibam dessa diversidade, e voltem a apreciar as cervejas especiais.
Os membros da iniciativa dos cervejeiros livres trabalham desde 1969 na Deutsche Brau-Kooperation, uma associação de cervejarias privadas e independentes. Embora os fabricantes individuais, por vezes, sejam concorrentes diretos no mercado de cerveja, buscar preservar conjuntamente a cultura das cervejas alemãs, austríacas e neerlandesas. Com o lançamento da iniciativa dos cervejeiros livres, a Deutsche Brau-Kooperation surgiu em público em setembro de 2005 com os seus objetivos e valores. Todos os membros da iniciativa observam sete valores: grande liberdade, responsabilidade pessoal, divesidade original, alta qualidade, ambiente limpo, tradição real e vivenciamento dos laços locais.
A iniciativa não se vê como um concorrente a associações cervejeiras existentes na Alemanha, Áustria e Países Baixos, como o Deutscher Brauer-Bund, o Bundesverband mittelständischer Privatbrauereien, o Verband der Brauereien Österreichs ou o Brauereiverband Centraal Brouwerij Kantoor. A maioria dos membros da iniciativa também são membros de associações de cervejaria existentes. A iniciativa não vê o seu papel na defesa de interesses políticos. No entanto, querem fortalecer a posição das pequenas e média empresas. Os principais grupos-alvo da iniciativa são o comércio e os consumidores.
Os membros da iniciativa temem uma forte concorrência no mercado de cerveja alemã, austríaca e neerlandesa, onde o preço é o único fator decisivo. Eles não visam em primeiro plano o volume de vendas, mas privilegiam a qualidade e a produtividade.
O objetivo é fortalecer a imagem da cerveja e o conhecimento sobre a cerveja por varejistas e consumidores.
As cervejarias membro são:(Situação: 2015)
1. Alpirsbacher Klosterbräu
2. Arcobräu
3. Privatbrauerei Ernst Barre
4. Brasserie Nationale
5. Darmstädter Privatbrauerei
6. Cervejaria Distelhäuser
7. Brauerei Karl Hintz
8. Erzquell Brauerei
9. Privatbrauerei Moritz Fiege
10. Flensburger Brauerei
11. Brauerei Fohrenburg
12. Cervejaria Ganter
13. Glaabsbräu
14. Gulpener Bierbrouwerij
15. Brauerei Hirt
16. Hütt-Brauerei
17. Kauzen-Bräu
18. Kirner Privatbrauerei
19. Kitzmann-Bräu
20. Kronen-Brauhaus
21. Brauerei Max Leibinger
22. Haller Löwenbräu
23. Brauerei Gebrüder Maisel
24. Meckatzer Löwenbräu
25. Neumarkter Lammsbräu
26. Brauhaus Riegele
27. Rosenbrauerei Pößneck
28. Private Weißbierbrauerei G. Schneider & Sohn
29. Schussenrieder Brauerei
30. Schwarzbräu
31. Privatbrauerei Schweiger
32. Privatbrauerei Jacob Stauder
33. Stieglbrauerei zu Salzburg
34. Störtebeker Braumanufaktur
35. Weldebräu
36. Brauerei Westheim
37. Brauerei Wieninger
38. Zillertal Bier
39. Privat-Brauerei Zötler
40. Privatbrauerei Zwettl